# Абдул-Рахим, Моханнад
Моханнад Абдул-Рахим Каррар (англ. Mohannad Abdul-Raheem Karrar; род. 22 сентября 1993, Багдад) — иракский футболист, нападающий клуба «Аль-Минаа» и сборной Ирака.

## Карьера

### Клубная карьера
Воспитанник багдадского клуба «Аль-Карх», в нём же начал взрослую карьеру. В 2012—2014 годах выступал за «Дахук», в сезоне 2011/12 выиграл серебряные медали, всего за три сезона забил 22 гола в чемпионате Ирака, также принимал участие в матчах Кубка АФК 2013 года.
В следующем сезоне играл в чемпионате Алжира за «Кабилию». Дебютный матч в алжирской лиге сыграл 23 августа 2014 года против «УСМ Алжир», выйдя на замену на 63-й минуте вместо Мулая Халила. Впервые отличился в своей второй игре, 18 октября 2014 года против «Эль-Эульма», забив оба гола своей команды в концовке матча (2:3). Форвард так и не стал основным игроком алжирской команды, сыграв в 12 матчах из 30 возможных, забил за это время 4 гола и по окончании сезона вернулся в Ирак.
В 2015 году перешёл в багдадскую «Аль-Завраа» и в её составе в сезоне 2015/16 стал чемпионом Ирака и лучшим бомбардиром чемпионата с 12 забитыми мячами, а также был включён в символическую сборную сезона.

### Карьера в сборной
В составе юношеской (до 19) сборной Ирака стал серебряным призёром юношеского чемпионата Азии 2012 года и был признан лучшим игроком турнира, в том же году получил титул лучшего молодого футболиста Азии. В 2013 году участвовал в молодёжном чемпионате мира, сыграл в шести матчах и забил один гол — победный мяч на групповой стадии в ворота Египта, на турнире стал полуфиналистом.
В адрес футболиста, также как и в отношении некоторых других игроков молодёжных сборных Ирака, высказывались предположения о подтасовке возраста с целью играть за более младшую сборную.
В 2016 году в составе молодёжной (до 23) сборной Ирака принимал участие в чемпионате Азии, сыграл в шести матчах и забил два гола. В матче за бронзовые медали против Катара забил гол на 86-й минуте, позволивший перевести игру в овертайм, в итоге иракцы выиграли 2:1. На Олимпиаде-2016 сыграл во всех трёх матчах своей команды.
В национальной сборной Ирака дебютировал 30 декабря 2012 года в игре против Туниса, вышел в стартовом составе и на 58-й минуте был заменён на Набиля Сабаха. Впервые отличился за сборную 1 февраля 2013 года в неофициальном матче с Малайзией, забив два из трёх голов своей команды (3:0). В официальных матчах забил свой первый гол 21 февраля 2014 года в ворота Северной Кореи. В составе национальной команды участвовал в Кубке Персидского залива и чемпионате Западной Азии. 11 октября 2016 года забил четыре мяча в игре против Таиланда.